# Тайны вуду
«Тайны вуду» (фр. Les Mystères du vaudou; англ. Voodoo: Truth and Fantasy) — иллюстрированная монография 1993 года о гаитянском вуду. Она была написана гаитянским социологом религии Лаэнеком Юрбоном и опубликована в карманном формате издательством Éditions Gallimard в качестве 190-го тома своей коллекции Découvertes (известной как Abrams Discoveries в США, New Horizons в Великобритании и «Открытие» в России).

## Содержание
Книга является частью серии «Религии» коллекции Découvertes Gallimard. Она создана в соответствии с традицией коллекции Découverte, основанной на обильной изобразительной документации и объединении визуальных документов и текстов, а также печати на мелованной бумаге. Французский журнал L’Express характеризует книги серии как «подлинные монографии, изданные как книги по искусству» или «графический роман».
Погружаясь в историю Гаити, автор представляет гаитянское вуду во множестве его аспектов. Он делает вывод, что после долгих лет преследований: со стороны рабовладельческого общества, католической церкви, расистов и тех, кого в ужас приводили демоны и зомби, а также со стороны гаитянских властей после обретения независимости (преследования продолжались даже несмотря на то, что приверженцы вуду поддерживали идею освобождения от рабства), и после агрессивной политической эксплуатации культа со стороны диктатора Франсуа Дювалье, вуду всё же сумело остаться «одним из неотъемлемейших культурных источников гаитянского народа». В книге также уделяется внимание неоднозначной роли вуду в падении диктатуры Дювалье.
Структура книги соответствует этому историко-политическому видению автора, основной текст разделён на семь глав:
- Глава I: «Великий переход»;
- Глава II: «Вуду, спрятанное в аду рабства»;
- Глава III: «Кампании против колдовства»;
- Глава IV: «Дух „лоа“»;
- Глава V: «Культ мёртвых»;
- Глава VI: «Мандже-лоа», «Дансе-лоа»;
- Глава VII: «Удивительное выживание».

Первые три главы прослеживают историю вуду на Гаити от «великого перехода» до времён американской оккупации (1915—1934) и прихода к власти Дювалье (глава III), в том числе охватывая период, когда «вуду прятался в аду рабства» (глава II). Именно к этому времени Юрбон относит формирование верований и практики вуду как системы, формулирующей мифологию, ритуалы и стандарты поведения (главы IV—VI).
Последняя глава посвящена феномену «удивительной выживаемости» вуду. Автор обращается к проблеме создания протестантских сект, которые «выдавая все лоа за злые или сатанинские силы» тем самым возродили представления о колдовстве, а также задаётся вопросом, имеет ли «вуду тенденцию приобщать своих почитателей» к прошлому, ставя их под власть традиции (выражаемой в культе мёртвых, предков и лоа), а не к более гибким правилам, подчиняющимся современному рациональному мышлению?" Как бы то ни было, делает вывод Юрбон, вуду является частью всемирного культурного наследия и цивилизацией, простирающейся от Африки до Америки.
Вторая часть книги, раздел «Документы», содержит сборник отрывков из источников, разделённый на шесть частей:
- Дьявол, вуду и миссионеры;
- Кампании против суеверий;
- Как лоа проявляют себя перед людьми;
- Для реабилитации вуду;
- Вуду в искусстве;
- Люди путешествуют, духи тоже.

Книгу завершают глоссарий, хронология, библиография, список иллюстраций и указатель.
Работа обильно иллюстрирована рисунками, фотографиями, гаитянскими картинами и т. п., таким образом она косвенно может служить пособием по иконографии гаитянского вуду. Книга была переведена на английский, русский, корейский и испанский языки.

## Отзывы
На ресурсе Babelio книга удостоилась средней оценки в 3,71 из 5 балов на основе 7 отзывов, на Goodreads — 3,88 из 5 в США на основе 57 оценок, 3,33 из 5 в Великобритании на основе 9 рецензий, 3,5 из 5 во Франции и Испании, то есть получив «в целом положительное мнение».
В своей рецензии для Journal of Haitian Studies (2000) профессор Патрик Беллегард-Смит назвал работу Юрбона «маленькой большой книгой». Он отметил изобилие цветных иллюстраций, а также точность и подробность информативного материала о гаитянском вуду. Учёный похвалил Юрбона за скрупулёзную исследовательскую работу на Гаити, в Карибском бассейне и в Западной Африке, которая насыщает книгу последними научными достижениями по изучению национальной религии Гаити. Беллегард-Смит также заметил, что в оригинальном французском издании многие чёрно-белые фотографии в разделе «Документы» были напечатаны на бумаге более высокого качества, чем в английском.
В обзоре для журнала L’Homme et la société (1993) сотрудник французского Национального центра научных исследований Кристиан Вови выделил прекрасное, по его мнению, взаимодействие между текстом и «иконографией» (иллюстрациями) и гармоничную взаимодополняемость текста, документов, фотографий, рисунков, произведений искусства гаитянского вуду.
Социолог Франсуаза Шампьон в журнале Archives de sciences sociales des religions (1997) хвалила иллюстрирование книги, «научно контролируемую теплоту» автора по отношению к теме, но вместе с тем отмечала, что тесное переплетение в ней истории вуду и Гаити ограничивает другую перспективу затрагиваемой темы, а именно сохраняющееся единство афроамериканских религий и даже, по мнению самого Юрбона, цивилизации «простирающейся от Африки до Америки».